# Mona Grudt
Mona Grudt, auch Mona Grudt Bittrick (* 6. April 1971 in Hell, Stjørdal, Trøndelag) ist eine norwegische Redakteurin, Moderatorin, Tänzerin, Schauspielerin und ehemalige Miss Universe.

## Leben
Grudt wurde 1990 Miss Universe und ist bis heute die einzige Norwegerin, die diesen Titel je erhalten hat. Während des Wettbewerbs warb sie für sich selbst als „The beauty queen from Hell“ (in Anspielung auf ihre Heimatstadt). Ihre schärfsten Konkurrentinnen waren Carole Gist aus den Vereinigten Staaten und Lizeth Mahecha aus Kolumbien. Ein Jahr später wurde sie Co-Moderatorin der Veranstaltung. 1994 saß sie im Richterausschuss des Wettbewerbs. Als Schauspielerin war sie 1990 in einer Folge der Seifenoper California Clan und 1991 als Fähnrich Graham in der Folge Der unbekannte Schatten der Science-Fiction-Serie Raumschiff Enterprise – Das nächste Jahrhundert zu sehen.
In der norwegischen Version von Dancing with the Stars Skal vi danse (dt.: Sollen wir tanzen) erreichte sie den zweiten Platz. 2010 wurde sie Moderatorin der siebten Staffel von Norway’s Next Top Model, die 2011 veröffentlicht wurde. Zurzeit ist sie Redakteurin des norwegischen Hochzeitsmagazins Ditt Bryllup (dt.: Deine Hochzeit). Zu dem Thema Hochzeitsplanung hat sie ein Buch geschrieben.
Grudt war zweimal verheiratet. Von 1995 bis 1999 mit Lasse Berre, mit dem sie einen Sohn hat und von 2005 bis 2013 mit Brody Bittrick, mit dem sie zwei Töchter hat.

## Filmografie
- 1990: California Clan (Santa Barbara, Fernsehserie, eine Folge)
- 1991: Raumschiff Enterprise – Das nächste Jahrhundert (Star Trek: The Next Generation, Fernsehserie, Folge Der unbekannte Schatten)